# Cnaphalocrocis brunneofusalis
Cnaphalocrocis brunneofusalis is een vlinder uit de familie van de grasmotten (Crambidae). De wetenschappelijke naam van deze soort is voor het voorgesteld als Marasmia brunneofusalis door George Francis Hampson in een publicatie uit 1917. De spanwijdte varieert van 18 tot 22 millimeter.
De soort komt voor in Malawi, waar deze is ontdekt in het Mulanjemassief.